# Heinz von Cleve
 Heinz Max von Cleve  (* 27. Juni 1897 in Schwedt an der Oder; † 9. Oktober 1984 in Düsseldorf) war ein deutscher Schauspieler, Synchronsprecher und Hörspielsprecher.

## Leben
Heinz von Cleve wurde als Sohn des Gottlieb von Cleve, Leutnant im 2. Dragoner-Regiment zu Schwedt, und der Elisabeth Freiin zu Dobeneck geboren. Nach Schulbesuch in Schwedt, Elbing und Stettin trat er 1914 in das 4. Garde-Feldartillerie-Regiment in Potsdam ein und wurde 1915 zum Leutnant befördert. Er wurde während der Mackensen-Offensive (Juli 1915) bei Krasnostaw verwundet, war dann bis Kriegsschluss an der Westfront, erhielt das Eiserne Kreuz I. und II. Klasse. Nach Kriegsende erlernte er zunächst das Bankfach und studierte anschließend in München Jura und Nationalökonomie. Ab 1925 war er beim Verband der sächsischen Industriellen in Dresden tätig.
1928 wurde er Theaterschauspieler, zunächst an Bühnen in Meißen, Hamburg, Nürnberg, Görlitz und Berlin. Zu Beginn der 1930er Jahre kam er in Berlin zum Film. Seine erste Rolle erhielt er in dem Spielfilm Walzerkrieg. Bis 1939 folgten eine ganze Reihe weiterer Filme, in denen er meistens zu den Hauptdarstellern zählte, wie 1935 in Leichte Kavallerie an der Seite von Marika Rökk oder 1936 mit Olga Tschechowa in Der Favorit der Kaiserin. In jener Zeit galt er als „der schöne Mann der Ufa“. Wichtig für Heinz von Cleve war die Zusammenarbeit mit Heinrich George, vor dem er eine große Ehrfurcht empfand. Nach ihrem gemeinsamen Film „Ball im Metropol“ (1937) holte ihn George für seine Tournee mit dem Stück Der Richter von Zalamea des spanischen Dichters Pedro Calderón de la Barca auf die Bühne.
Nach dem Zweiten Weltkrieg kehrte er dem Film weitgehend den Rücken. Wohl trat er noch gelegentlich in einigen Fernsehproduktionen auf. So sah man ihn 1958 in einer Hauptrolle in Viel Lärm um nichts nach William Shakespeare und als Butler von Clifton Morris in dem berühmtesten Straßenfeger, dem Durbridge-Mehrteiler Das Halstuch in einer kleinen Nebenrolle. 1972 wirkte er an der Seite von Lore Lorentz in einer Fernsehaufzeichnung in dem Bühnenstück Dracula aus dem Düsseldorfer Kom(m)ödchen in einer Hauptrolle mit. Auch als Synchronsprecher trat er ab und zu in Erscheinung, so als deutsche Stimme von Fernand Fabré in dem französischen Spielfilm Das Spiel ist aus.
Seit 1949 war er häufig als Hörspielsprecher im Einsatz. So konnte man ihn in mehreren Paul-Temple-Hörspielen, die zwischen 1949 und 1968 vom NWDR Köln und dessen Rechtsnachfolger dem WDR mit großem Erfolg produziert wurden, in unterschiedlichen Rollen erleben. Ein großer Erfolg war auch das 1971 entstandene Hörspiel Der Untertan, nach dem gleichnamigen Buch von Heinrich Mann, in dem er neben Heinz Drache eine der Hauptfiguren sprach.
Vor allem war er jetzt als Bühnenschauspieler tätig. Außer in Düsseldorf trat er hauptsächlich in Aachen, Bonn, Köln und Wuppertal auf.
Heinz von Cleve war viermal verheiratet, und zwar
- mit Henriette Hammerschlag (* 1897). Der Ehe entstammt ein Sohn.
- mit der bekannten Tänzerin und Choreografin Ellen Petz (* 1899)[1], die während der Dauer der Ehe auch unter dem Namen  Ellen v.Cleve-Petz auftrat. Der Ehe entstammt eine Tochter.
- mit Augustina Richter. Die Ehe blieb kinderlos.
- mit Lieselotte Köster (* 1921; nicht identisch mit der Tänzerin Liselotte Köster; 1911–1987). Der Ehe entstammt ein Sohn.

Heinz von Cleve verstarb im Alter von 87 Jahren in Düsseldorf. Er wurde in einem Urnengrab auf dem Gerresheimer Waldfriedhof (Feld 21, Grabstelle 54) beigesetzt.

## Filmografie
- 1933: Walzerkrieg (Albert von Coburg) – Regie: Ludwig Berger, mit Renate Müller, Willy Fritsch, Paul Hörbiger
- 1933: Abel mit der Mundharmonika, alternativ: Eine Frau fällt vom Himmel (Mr. Patton, genannt Hurry) – Regie: Erich Waschneck, mit Karin Hardt, Karl Ludwig Schreiber, Carl Ballhaus
- 1934: Die Insel
- 1934: Glückspilze (Assessor Hesse) – Regie: Robert Adolf Stemmle, mit Albert Lieven, Clemens Hasse, Bernhard Minetti
- 1935: Hundert Tage (Oberst Collet) – Regie: Franz Wenzler, mit Werner Krauß, Gustaf Gründgens, Kurt Junker
- 1935: Liselotte von der Pfalz (Roland de Saint Cour) – Regie: Carl Froelich, mit Renate Müller, Eugen Klöpfer, Maria Krahn
- 1935: Leichte Kavallerie (Geza von Rakos) – Regie: Werner Hochbaum, mit Marika Rökk, Fritz Kampers, Karl Hellmer
- 1935: Viktoria (nach Knut Hamsun) (Otto) – Regie: Carl Hoffmann, mit Luise Ullrich, Mathias Wieman, Alfred Abel
- 1936: Der Favorit der Kaiserin (Prinz von Gottorp Vetter der Zarin) – Regie: Werner Hochbaum, mit Olga Tschechowa, Anton Pointner, Walter Steinbeck
- 1937: Ritt in die Freiheit (Saganoff) – Regie: Karl Hartl, mit Willy Birgel, Viktor Staal, Hansi Knoteck
- 1937: Ball im Metropol
- 1937: Ein Volksfeind (nach Henrik Ibsen) (Redakteur Hofstetten) – Regie: Hans Steinhoff, mit Heinrich George, Herbert Hübner, Franziska Kinz
- 1937: Der Biberpelz (nach Gerhart Hauptmann) (Konstrukteur Dr. Fleischer) – Regie: Jürgen von Alten, mit Heinrich George, Ida Wüst, Rotraut Richter
- 1938: Kleines Intermezzo (Giovanni Battista Pergolese) – Regie: Jürgen von Alten, mit Hans Zesch-Ballot, Walter Bluhm, Gretl Theimer
- 1938: Der Kapland-Diamant – Regie: Fred Lyssa, mit Ernst Stahl-Nachbaur, Friedl Haerlin, Franz Schafheitlin
- 1938: War es der im 3. Stock? (Wienhold, Kriminalkommissar) – Regie: Carl Boese, mit Henny Porten, Else Elster, Mady Rahl
- 1939: Verdacht auf Ursula (Pferdezüchter von Tweel) – Regie: Karlheinz Martin, mit Luli Deste, Anneliese Uhlig, Viktor Staal
- 1939: Maria Ilona (Major von Meszaros) – Regie: Géza von Bolváry, mit Paula Wessely, Willy Birgel, Paul Hörbiger
- 1958: Viel Lärm um nichts (Von William Shakespeare) (Leonato, Gouverneur von Messina) – Fernsehspiel – Regie: Ludwig Berger, mit Waldemar Schütz, Jan Hendriks, Joachim Hansen
- 1962: Das Halstuch (von Francis Durbridge) (Eric, Butler) – Fernseh-Sechsteiler – Regie: Hans Quest, mit Heinz Drache, Albert Lieven, Eckart Dux
- 1964: Die Truhe – Regie: Paul May, mit Inge Langen, Heinz Weiss, Thomas Braut
- 1965: Mutter Courage und ihre Kinder – Eine Chronik aus dem Dreißigjährigen Krieg (Obrist) – Regie: Harry Buckwitz, mit Lotte Lenya, Ida Krottendorf, Hans Joachim Schmiedl
- 1972: Dracula (Dr. Seward) – Regie: Kay Lorentz, mit Lore Lorentz, Werner Vielhaber, Hermann Hartmann

## Hörspiele
- 1949: Paul Temple und die Affäre Gregory (von Francis Durbridge) (Edward Day) – Regie: Eduard Hermann, Fritz Schröder-Jahn, mit René Deltgen, Annemarie Cordes, Peter René Körner
- 1951: Paul Temple und der Fall Curzon (von Francis Durbridge) (Lord Westerby) – Regie: Eduard Hermann, mit René Deltgen, Elisabeth Scherer, Kurt Lieck
- 1953: Sie klopfen noch immer – Regie: Eduard Hermann, mit Hermann Stein, Kurt Lieck, Hans Lietzau
- 1954: Paul Temple und der Fall Jonathan (von Francis Durbridge) (George, Hallenportier) – Regie: Eduard Hermann, mit René Deltgen, Annemarie Cordes, Franz Schafheitlin
- 1955: Paul Temple und der Fall Madison (von Francis Durbridge) (Alfaro) – Regie: Eduard Hermann, mit René Deltgen, Ursula Langrock, Heinz Schimmelpfennig
- 1956: Melusine – Regie: Ludwig Cremer, mit Dinah Hinz, Wolfgang Spier, Erika Pelikowsky
- 1956: So weit die Füße tragen (nach Josef Martin Bauer) (Oberst) – Regie: Franz Zimmermann, mit Raoul Wolfgang Schnell, Alf Marholm, Wolfgang Wahl
- 1957: Das Geheimnis (nach Graham Greene) (John Callifer) – Regie: Wilhelm Semmelroth, mit Wilhelm Pilgram, Gustl Halenke, Maria Wimmer
- 1957: Kathedrale mit zwei Sternchen. Funkerzählung von Hans Daiber – Regie: Fritz Peter Vary, mit Annelie Jansen, Frank Barufski, Curt Faber
- 1957: Bayard Veiller: Der Prozeß der Mary Dugan – Bearbeitung und Regie: Alfred Hartner
- 1958: Der kleine Lord (Thomas) – Regie: Fritz Peter Vary, mit Peter René Körner, Kaspar Brüninghaus, Wolf Odenbrück
- 1958: Old Surehand (nach Karl May) (Wallace) – Regie: Kurt Meister, mit Heinz Klingenberg, Kurt Lieck, Werner Rundshagen
- 1958: Geschichten vom Kater Musch: Das durchgeschnittene Kabel (von Ellis Kaut) – Regie: Fritz Peter Vary, mit Alf Marholm, Wolfgang Forester, Wolf Osenbrück
- 1959: Paul Temple und der Fall Spencer (Reynaud) – Regie: Eduard Hermann, mit René Deltgen, Annemarie Cordes, Herbert Hennies
- 1959: Fischerjungs (nach Rudyard Kipling) (Doktor) – Regie: Hermann Pfeiffer, mit Horst Uhse, Ingeborg Christiansen, Annelie Jansen
- 1960: Raskolnikoff (nach Schuld und Sühne von Fjodor Michailowitsch Dostojewski) (Schreiber) – Regie: Raoul Wolfgang Schnell, mit Siegfried Wischnewski, Klaus Kammer, Gustl Halenke
- 1962: Paul Temple und der Fall Margo von Francis Durbridge (Edgar Northempton) – Regie: Eduard Hermann, mit René Deltgen, Annemarie Cordes, Kurt Lieck
- 1962: Julius Cäsar (nach William Shakespeare) (M. Aemilius Lepidus) – Regie: Friedhelm Ortmann, mit Willy Birgel, Thomas Holtzmann, Siegfried Wischnewski
- 1964: Durch die Wüste (nach Karl May) (Sir David Lindsay) – Regie: Manfred Brückner, mit Paul Klinger, Heinz Schacht, Anton Ippen
- 1965: Unwiederbringlich (nach Theodor Fontane) (Baron Erichsen), Regie: Heinz Wilhelm Schwarz, mit Albert Lieven, Ingeborg Engelmann, Cornelia Boje
- Paul Temple und der Fall Genf (Arzt) – Regie: Otto Düben, mit René Deltgen, Irmgard Först, Paul Klinger
- 1966: Herr Kannt gibt sich die Ehre (Ludwig) – Regie: Friedhelm Ortmann, mit Dieter Borsche, Elisabeth Flickenschildt, Hermann Schomberg
- 1966: Berg der Schatten – Regie: Friedhelm Ortmann, mit Brigitte Horney, Ernst Jacobi, Heinz Schacht
- 1967: Kolonie im Meer (Kapitän 2) – Regie: Heinz-Dieter Köhler, mit Hansjörg Felmy, Dieter Borsche, Xenia Pörtner
- 1967: Anna Karenina (nach Lew Nikolajewitsch Tolstoi) – Regie: Ludwig Cremer, mit Walter Andreas Schwarz, Johanna von Koczian, Romuald Pekny
- 1968: Die Triffids (Colonell) – Regie: Heinz-Dieter Köhler, mit Hansjörg Felmy, Margot Leonard, Marlene Riphahn
- 1970: Fahrenheit 451 – Regie: Günther Sauer, mit Alf Marholm, Hellmut Lange, Marianne Mosa
- 1971: Der Untertan (nach Heinrich Mann) (Herr Hessling) – Regie: Ludwig Cremer, mit Heinz Drache, Irmgard Först, Walter Jokisch
- 1973: Ein Zimmer wird leer – Regie: Friedhelm Ortmann, mit Peter Dirschauer, Maria Barring, Harald Meister
- 1973: Zielscheibe (nach Raymond Chandler) Regie: Hermann Naber, mit Arnold Marquis, Eva Garg, Kurt Lieck
- 1973: Haben Sie Hitler gesehen? (von Walter Kempowski) – Regie: Hans Gerd Krogmann, mit Walter Jokisch, Ernst Grabbe, Christa Wehling
- 1973: Oberkommissar Sommerfeld 3: Der weiße Kittel Regie: Heinz Wilhelm Schwarz, mit Hans Gerd Kilbinger, Josef Meinertzhagen, Siegfried Wischnewski
- 1973: Die Rückkehr des Jerry Cornelius (Feldmarschall Lund) – Regie: Hein Bruehl, mit Christian Brückner, Ursula Herwig, Arnold Marquis
- 1974: Seniorentage – Regie: Oswald Döpke, mit Margot Leonard, Sigfrit Steiner, Charlotte Asendorf
- 1975: Leben ohne den Phlox (Arzt) – Regie: Hans Gerd Krogmann, mit Edith Heerdegen, Matthias Ponnier, Hermann Schomberg